# Структура протеина
Протеини представљају важну класу биолошких макромолекула који су присутни у свим биолошким организмима, a чине их елементи као што су угљеник, водоник, азот, кисеоник и сумпор. Сви протеини су полимери аминокиселина. Такви полимери, који се називају и пептиди састоје се од низа 20 различитих L-α-аминокиселина, опште формуле , чије се бочне функционалне групе (R) често називају остацима. За ланце испод 40 остатака користи се термин полипептид уместо протеин. Да би били у стању да обављају своју биолошку функцију, протеини се савијају у једну, или више, специфичних просторних конформација, у зависности од броја нековалентних интеракција као што су водонична веза, јонске интеракције и Ван дер Валсове силе. Да би се разумела функција протеина на молекуларном нивоу, често је потребно утврдити тродимензионалну структуру протеина. То је тема научног поља структурне биологије, која за утврђивање структуре протеина користи технике као што су кристалографија X зрацима или NMR спектроскопија.
Одређен број остатака је неопходан за вршење одређене биохемијске функције, и око 40-50 остатака чини се као доња граница за функционалну величину домена. Величина протеина креће се од поменуте доње границе па до неколико хиљада остатака у вишефункционалним или структурним протеинима. Ипак, тренутна процена за просечну дужину протеина је око 300 остатака. Велики број целина може бити сачињен од протеинских подјединица, нпр. више хиљада молекула актина који чине актинска влакна.

## Нивои протеинске структуре
Биохемичари упућују на четири различита аспекта структуре протеина:
- Примарна структура: аминокиселинска секвенца пептидног ланца (број, врста и редослед аминокиселина у протеину)
- Секундарна структура: веома правилне подструктуре – алфа хеликс и бета раван. Секундарне структуре су дефинисане локално, што значи да могу постојати различити секундарни мотиви у једном молекулу протеина.
- Терцијарна структура: тродимензионална структура појединачног молекула протеина; просторни распоред секундарне структуре. Процес раскидања терцијарне структуре - денатурација.
- Кватернерна структура: комплекс неколико молекула протеина или полипептидних ланаца, обично називан протеинска подјединица, који функционише као део већег скупа или протеинског комплекса.

Протеин се може мењати кроз неколико сличних структура у обављању својих биолошких функција. У контексту ових функционалних преуређења, терцијарне и кватернерне структуре се обично називају „конформације“, а прелази између њих конформационе промене.
Примарну структуру одликује структурна повезаност ковалентним пептидним везама (хемијски гледано, то су амидне функционалне групе), које су настале током процеса транслације. Два краја ланца амино киселине се називају карбоксилни крај и амино крај на основу природе њихове слободне групе на сваком крају.
Различити типови секундарне структуре су одређени различитим шаблонима водоничних веза између главних ланаца пептидних група. Ипак, ове водоничне везе генерално нису стабилне у њима, пошто је вода-амид водонична веза повољнија него амид-амид водонична веза. Тачније, секундарна структура је стабилна само кад је локална концентрација воде довољно велика, на пример, у потпуно савијеном стању.
Слично, поредак глобуларних протеина и терцијарне структуре је одређен углавном структурним неспецифичним интеракцијама, као што су бурне склоности амино киселина и хидрофобних интеракција. Ипак, терцијарна структура је одређена само онда када су делови протеинског домена фиксирани на месту помоћу специфичних структурних интеракција, као што су јонске интеракције, водоничне везе и чврсто паковање на бочним ланцима. Терцијарна структура ванћелијских протеина може такође бити стабилизована помоћу дисулфидних веза, које смањују ентропију опружених облика; дисулфидни мостови су изузетно ретки у цитоплазматичним протеинима, пошто је цитоплазма генерално редукционо окружење.

## Структура амино киселина
Једна α-аминокиселина садржи део, који је заједнички за све типове аминокиселина, и бочни ланац (остатак), који је јединствен за сваки тип аминокиселине. α-C атом (Cα) је везан за четири различите групе, једну амино групу, карбоксилну групу, водоник и бочни ланац, које је специфичан за овај тип аминокиселине. Зато што је угљеников атом везан за четири различите групе, он је хиралан, ипак само један од стереоизомера се налази у биолошким протеинима, предоминантно L- облик. Глицин ипак, није хиралан пошто је његов бочни ланац водоников атом. Једноставни мнемоник за правилан L- облик је „CORN“: када α-C атом посматрамо тако да је H атом испред њега, остаци се могу прочитати као „CORN“ у правцу казаљке на сату.
Бочни ланац утиче на хемијске особине α-аминокиселина и може бити један од 20 различитих бочних ланаца, код протеиногених аминокиселина.
20 аминокиселина које учествују у изградњи протеина могу бити подељене у неколико група на основу њихових хемијских особина. Важни фактори су наелектрисање, хидрофобност/хидрофилност, величина и функционалне групе. Природа интеракција различитих бочних ланаца са воденом околином игра главну улогу у глобуларној протеинској структури. Хидрофобна страна ланца тежи да буде укопана у средини протеина, док је хидрофилна страна ланца изложена растварању. Примери за хидрофобне остатке су: леуцин, изолеуцин, фенилалалин и валин, и у мањој мери тирозин, аланин и триптофан. Наелектрисање бочног ланца игра важну улогу у протеинској структури, пошто јонско везивање може стабилизовати протеинску структуру, док неупарено наелектрисање у средини протеина може променити структуру. Наелектрисани остаци су јако хидрофилни, и обично се налазе са спољне стране протеина. Позитивно наелектрисани бочни ланци су присутни у лизину и у аргинину, и у неким случајевима у хистидину. Негативна наелектрисања се налазе у глутамину и у аспарагинској киселини. Остатак амино киселина има мање хидрофиличне бочне ланце са различитим функционалним групама. Серин и треонин имају хидроксилне групе, a аспарагин и глутамин имају амидне групе. Неке амино киселине имају специјалне особине као што је цистеин, који може ковалентно дисулфидном везом да се веже са другим цистеинима, пролин који је цикличан, глицин који је мали и флексибилнији од осталих амино киселина...

## Пептидна веза
Две амино киселине могу се комбиновати у реакцијама кондензације. Понављајући ову реакцију, дуги ланци у остацима (амино киселине у пептидним везама) могу бити створени. Ова реакција је катализована помоћу рибозома у процесу познатом као транслација. Пептидна веза је у суштини планарна захваљујући делокализацији електрона из двоструке везе. За разлику од веома крутог угла пептидне везе где је омега (веза између C1 и N) увек близу 180 степени, углови φ (веза између N и α-C) и Ψ (веза између α-C и C1) могу имати одређен домет могућих вредности. Ови углови су степени слободе протеина, и они контролишу тродимензионалну структуру протеина. Ограничени су геометријом да би омогућили домете типичне за одређене елементе секундарне структуре и представљени су у Рамачандрановом нацрту. Неколико важних дужина веза приказане су у следећој табели.
| Пептидна веза | Просечна дужина | Једнострука веза | Просечна дужина | Водонична веза | Просечно (±30) |
| Ca - C        | 153 pm          | C - C            | 154             | O-H --- O-H    | 280            |
| C - N         | 133             | C - N            | 148             | N-H --- O=C    | 290            |
| N - Ca        | 146             | C - O            | 143             | O-H --- O=C    | 280            |

## Примарна структура
Низ различитих аминокиселина назива се примарна структура пептида или протеина. Бројање остатака увек почиње на N-терминалном завршетку (-NH2 група), која је крај где амино група суседна α-C атому није укључена у пептидну везу. Примарна структура протеина је одређена геном који одговара протеину. Специфичан низ нуклеотида у ДНК је преписан на иРНК, који „читају“ рибозоми у процесу транслације - биосинтезе протеина. Низ аминокиселина је јединствен за тај протеин и дефинише његову структуру и функцију. Одређивање примарне структуре протеина може се извршити методама као што су Едманова деградација и масена спектроскопија. Често пак, може бити прочитана директно са гена користећи генетички код. Модификације настале после транскрипције као што су дисулфидна формација, фосфорилација и везивање шећера су обично узете у обзир у делу примарне структуре и не могу бити прочитане са гена.

## Секундарна структура
Линус Паулинг је са сарадницима 1951. године предложио прве елементе секундарне структуре, алфа хеликс и бета конформацију, помоћу модела пептида које је направио захваљујући познатим информацијама о дужини веза и угловима. И алфа хеликс и бета конформација представљају начин засићења свих донора и акцептора водоничних веза у кичми пептида. Ови елементи секундарне структуре зависе само од особина које су заједничке за све остатке, објашњавајући зашто се они често појављују у већини протеина. Од тада су откривени и други елементи секундарне структуре као што су различите петље и други облици хеликса. Део кичме који представља регуларну секундарну структуру назива се случајна спирала. Сваки од ова два секундарна структурна елемента има правилну геометрију, што значи да су ограничени специфичним вредностима углова φ и Ψ. Зато они могу бити пронађени у специфичној области Рамачандрановог плана.

## Терцијарна структура
Елементи секундарне структуре се обично савијају у компактан облик помоћу различитих спирала и увијања. Формација терцијарне структуре се обично постиже помоћу укопавања хидрофобних остатака, али и друге интеракције као што су водонично везивање, јонске интеракције и дисулфидне везе могу довести до стабилизације терцијарне структуре. Терцијарна структура заокружује све нековалентне интеракције које не разматра секундарна структура, дефинише свеукупно савијање у протеину и обично је незамењива у функцији протеина.

## Кватернерна структура
Кватернерна структура је интеракција између неколико ланаца пептидних веза. Појединачни ланци се називају подјединице. Појединачне подјединице не морају бити ковалентно везане, али могу бити повезане дисулфидном везом. Немају сви протеини кватернерну структуру, пошто могу бити функционални и као мономери. Кватернерна структура је стабилизована истим бројем интеракција као и терцијарна структура. Комплекси од два или више полимера називају се мултимери. Ако садржи две подјединице називамо га димер, тример ако садржи три подјединице и тетрамер ако садржи четири подјединице. Мултимери који су сачињени од идентичних подјединица у називи имају префикс homo, док они који су сачињени од различитих подјединица имају префикс hetero.

## Конформација бочног ланца
Атоми који се налазе дуж бочног ланца означавају се словима грчког алфабета по редоследу тог алфабета: α, β, γ, δ и тако редом.  атом се обично сматра делом кичме. Диједарни углови око веза између атома називају се π1, π2, π3 итд. На пример, први и други угљеников атом у бочном ланцу лизина су α и β, a диједарни углови око α-β везе се назива π1. Бочни ланац се може налазити у различитим конформацијама које називамо cis(-), trans и cis(+). Бочни ланци генерално покушавају да уђу у степеничасту конформацију око π2, вођени минимализацијом преклапања између електронских орбитала водоникових атома.

## Мотиви, домени и савијања у протеинској структури
Много протеина је организовано у неколико јединица. Структурни домен је један од елемената целокупне структуре протеина који је самостабилишући и често се савија независно од остатка протеинског ланца. Многи домени нису јединствени протеински производи једног гена или породице гена, већ се могу појавити у различитим протеинима. Домени често добијају имена и издвајају се јер и они истакнуто фигуришу у биолошкој функцији протеина којима припадају; на пример: „калцијум-везујући домен калмудулина“. Зато што су самостабилишући, домени могу бити замењени генетичким инжењерингом између два протеина да би се оформила химера. Под мотивом овде се подразумева мала специфична комбинација секундарних елемената структуре. Ови елементи се често називају суперсекундарне структуре. Савијање се односи на глобални облик савијања. Структурни мотиви се обично састоје од малог броја елемената, на пример „хеликс-окрет-хеликс“ има само три. Приметно је да док је просторна секвенца елемената иста у свим случајевима једног мотива, она може бити кодирана било којим редоследом у основном гену. Протеински структурни мотиви често обухватају петље различитих дужина и неочекиваних структура, чији је ефекат да „попусте“ онолико колико је потребно да би се у простору спојила два елемента која нису кодирана суседним секвенцама ДНК у гену. Приметно је такође да иако два гена истим редоследом кодирају секундарне структуралне елементе мотива, поред свега тога они могу спецификовати мало другачију секвенцу амино киселина. У прилог овоме говори не само компликован однос између терцијалне и примарне структуре већ и то што величина елемената варира од једног до другог протеина. Упркос томе што постоји око 100.000 различитих протеина у еурокариотским системима, постоји много мање различитих домена, структурних мотива и савијања. То је делимично последица еволуције, пошто гени или делови гена могу бити дуплирани или шетати унутар генома. Ово значи, на примеру, да домен протеина може бити померан од једног до другог протеина дајући протеину нову функцију. Захваљујући овим путевима механизама, и сами механизми теже да буду коришћени у неколико различитих протеина.

## Протеинско савијање
Процес којим се образују виши структурни облици назива се протеинско савијање и представља последицу примарне структуре. Јединствени полипептид може имати више од једне стабилне увијене конформације, која може имати различиту биолошку активност, али обично се само једна конформација сматра активном или природном конформацијом.

## Структурна класификација
Неколико метода је развијено у циљу структурне класификације протеина. Ова потрага тежи и да класификује податке у Протеинској бази података структурним редоследом. Постоји неколико база података које класификују протеине користећи различите методе. SCOP, CATH и FSSP представљају највеће. Коришћене методе су чисто мануелне, мануелне и аутоматизоване или чисто аутоматизоване. Врше се напори да би се боље расподелили садашњи подаци. Класификација је иста за већину протеина који су класификовани код SCOP, CATH и FSSP базе, али и даље постоје нека неслагања и недоследности.

## Одређивање структуре протеина
Око 90% структура протеина које су доступне у протеинској бази података су одређене помоћу кристалографије рендгенским зрачењем. Ова метода омогућава мерење 3D густине дистрибуције електрона у протеину на основу чега се изводе закључци o 3D координатама свих атома са одређеном сигурношћу. Грубо процењено, око 9% познатих протеинских структура су добијене помоћу техника нуклеарно магнетне резонанце, које такође могу бити коришћене да би се одредила и секундарна структура. Потребно је нагласити да аспекти секундарне структуре могу бити у целини одређени и помоћу других биохемијских техника као што су циркуларни дихроизам. Секундарна структура такође може бити предвиђена са високом стопом прецизности. Крио-електрон микроскопија је у скорије време постала начин одређивања протеинске структуре ниске резолуције али се предвиђа да ће постати оруђе за одређивање у високој резолуцији у следећој деценији. Ова техника је још увек драгоцен извор за истраживачки рад са веома великим протеинским комплексима као што су протеин вирусне опне и амилоидна влакна.

## Рачунско предвиђање протеинске структуре
Стварање протеинских секвенци је много једноставније него стварање протеинске структуре. Ипак, протеинска структура даје много више података о унутрашњој функцији протеина од његове секвенце. Због тога, предложен је већи број метода за рачунарско предвиђање протеинске структуре. Ab initio методе за предвиђање користе само секвенцу протеина. Метод рачунарске предикције структуре протеина користи постојеће протеинске структуре.
Roseta@home је дистрибуирани компјутерски пројекат који покушава да предвиди протеинске структуре помоћу масивног пробања на хиљадама кућних рачунара.